# معاهدة تارتو (روسيا - فنلندا)

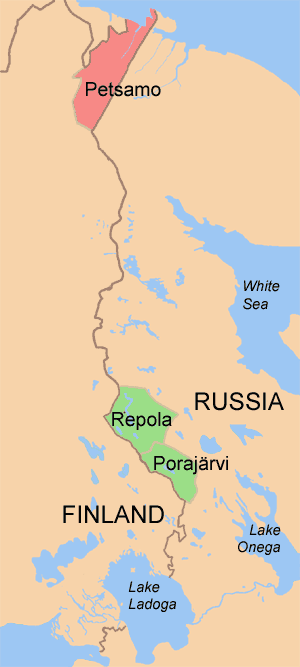

معاهدة تارتو (بالروسية : Тартуский мирный договор، بالفنلندية : Tarton rauha) وُقعت بين فنلندا وروسيا السوفيتية في 14 أكتوبر 1920 بعد مفاوضات استمرت أربعة أشهر. أكدت المعاهدة الحدود بين فنلندا وروسيا السوفيتية بعد الحرب الاهلية الفنلندية والحملات التطوعية الفنلندية على كاريليا الشرقية الروسية.
أكدت المعاهدة أن الحدود الفنلندية السوفيتية ستتبع الحدود القديمة بين دوقية فنلندا الكبرى ذاتية الحكم والإمبراطورية الروسية. بالإضافة إلى ذلك تحصلت فنلندا على بتسامو بمينائها الخالي من الجليد على المحيط المتجمد الشمالي. وكان القيصر ألكسندر الثاني قد وعد منذ عام 1864 بضم بتسامو إلى فنلندا في مقابل الحصول على قطعة من البرزخ الكاريلي.
كما وافقت فنلندا على التخلي عن منطقتي ريبولا (ضـُمت إلى فنلندا خلال بعثة فيينا) وبورايارفي (ضـُمت خلال بعثة أونوس) المضمومتان وبعد ذلك المحتلتان في كاريليا الشرقية الروسية.
تناولت المعاهدة أيضاً قضايا المنطقة المتاخمة والحدود، بما في ذلك الضمان السوفيتي لحرية ملاحة السفن التجارية من الموانئ الفنلندية في بحيرة لادوغا إلى خليج فنلندا عن طريق نهر نيفا. ضمنت فنلندا العبور البري من الاتحاد السوفيتي نحو النرويج عبر منطقة بتسامو. كما وافقت فنلندا على نزع سلاح حصن إينو الساحلية مقابل مدينة كرونشتادت السوفيتية على جزيرة كوتلين. كانت الجزر الفنلندية الخارجية في خليج فنلندا مجردة من السلاح.
انتهكت المعاهدة أولاً خلال النزاع السوفيتي الفنلندي 1921-1922، وأخيراً من قـِبل الاتحاد السوفيتي في عام 1939 عندما افتعل حرب الشتاء.